# Selim Hoss
Selim Ahmed Hoss (escrito "Salim El-Hoss" em seu site, em árabe: سليم أحمد الحص) (20 de dezembro de 1929 – 25 de agosto de 2024) foi um político libanês. Serviu como primeiro-ministro do Líbano e deputado de longa data do Parlamento representando sua cidade natal, Beirute. Ficou conhecido como um tecnocrata.

## Vida
Hoss nasceu em Beirute em 1929.   Recebeu seu diploma de graduação em economia pela Universidade Americana de Beirute, e um PhD em Economia e Negócios da Universidade de Indiana nos Estados Unidos. 
Hoss atuou como primeiro-ministro do Líbano, quatro vezes. A primeira foi de 1976 até 1980, durante os primeiros anos da Guerra Civil Libanesa. O seu segundo e mais polêmico mandato, foi de 1987 até 1989, quando, em 1988, ele nomeou a si mesmo inconstitucionalmente como primeiro-ministro, mas foi reconhecido por muitas nações e estadistas da comunidade internacional. El-Hoss foi escolhido pela terceira vez, após o Acordo de Taif, para servir como primeiro-ministro pelo presidente Elias Hrawi de novembro de 1989 até dezembro de 1990. Ele atuou como primeiro-ministro novamente de dezembro de 1998 a outubro de 2000.
Após perder seu mandato parlamentar a um candidato até então desconhecido, concorrendo com o ex-primeiro-ministro Rafik Hariri, nas eleições gerais de 2000,  debilitado Hoss renunciou ao cargo de primeiro-ministro declarando fim à sua carreira política.
Hoss morreu em 25 de agosto de 2024, aos 94 anos.

## Publicações
- Hoss, Salim (1974). «The Development of Lebanon's Financial Markets» (em inglês). Consultado em 26 de agosto de 2024 – via Folios Ltd.
- Ḥuṣṣ, Salīm (1981). نافذة على المستقبل ؛ محاضرات وبحوث في القضية اللبنانية [Window on the Future] (em árabe). [S.l.]: دار العلم للملايين،. Consultado em 26 de agosto de 2024. Cópia arquivada em 26 de agosto de 2024
- Lebanon: Agony & Peace (em inglês). [S.l.: s.n.] 1982. Consultado em 26 de agosto de 2024 – via UMAM BIBLIO
- لبنان على المفترق [Lebanon at the Crossroads] (em árabe). [S.l.: s.n.] 1984. Consultado em 26 de agosto de 2024 – via Institute for Palestine Studies
- نقاط على الحروف / سليم الحص [Dots on the Is] (em árabe). [S.l.: s.n.] 1987. Consultado em 26 de agosto de 2024 – via Institute for Palestine Studies
- حرب الضحايا على الضحايا [A War Among Victims] (em árabe). [S.l.: s.n.] 1988. Consultado em 26 de agosto de 2024 – via koha.birzeit.edu
- Ḥuṣṣ, Salīm (1991). على طريق الجمهورية الجديدة: مواقف ووثائق [On the Road to a New Republic] (em árabe). [S.l.]: المركز الاسلامي للاعلام والانماء. Consultado em 26 de agosto de 2024. Cópia arquivada em 26 de agosto de 2024
- Ḥuṣṣ, Salīm (1991). عهد القرار والهوى: تجارب الحكم في حقبة الانقسام، ١٩٨٧-١٩٩٠ [The Epoch of Resolution and Whim] (em árabe). [S.l.]: دار العلم للملايين،. Consultado em 26 de agosto de 2024. Cópia arquivada em 26 de agosto de 2024
- Huss, Salim (1992). زمن الأمل والخيبة: تجارب الحكم ما بين 1976 و 1980 [A Time of Hope and Disappointment] (em árabe). [S.l.]: دار العلم للملايين. Consultado em 26 de agosto de 2024
- ذكريات وعبر [Reminiscences and Lessons] (em árabe). [S.l.: s.n.] 1994. Consultado em 26 de agosto de 2024 – via Institute for Palestine Studies
- Huss, Salim (2001). للحقيقة والتاريخ تجارب الحكم ما بين 1998 و2000 [For Fact and History] (em árabe). [S.l.]: شركة المطبوعات للتوزيع والنشر. Consultado em 26 de agosto de 2024
- Huss, Salim (2002). محطات وطنية وقومية [Nationalist Landmarks] (em árabe). [S.l.]: شركة المطبوعات للتوزيع والنشر. Consultado em 26 de agosto de 2024. Cópia arquivada em 26 de agosto de 2024
- Huss, Salim (2003). نحن والطائفية [Face-to-Face with Sectarianism] (em árabe). [S.l.]: شركة المطبوعات للتوزيع والنشر. Consultado em 26 de agosto de 2024. Cópia arquivada em 26 de agosto de 2024
- Huss, Salim (2004). عصارة العمر [Gist of a Lifetime] (em árabe). [S.l.]: شركة المطبوعات للتوزيع والنشر،. Consultado em 26 de agosto de 2024. Cópia arquivada em 26 de agosto de 2024
- Huss, Salim (2005). صوت بلا صدى [Sound without Echo] (em árabe). [S.l.]: شركة المطبوعات للتوزيع والنشر،. Consultado em 26 de agosto de 2024. Cópia arquivada em 26 de agosto de 2024
- سلاح الموقف [Stance as weapon]. [S.l.: s.n.] 2006. Consultado em 26 de agosto de 2024 – via koha.birzeit.edu
- Huss, Salim (2008). في زمن الشدائد لبنانياً وعربياً [Epoch of Agonies] (em árabe). [S.l.]: شركة المطبوعات للتوزيع والنشر. ISBN 978-9953-88-215-4. Consultado em 26 de agosto de 2024. Cópia arquivada em 26 de agosto de 2024